# Zakład mleczarski
Zakład mleczarski – jednostka specjalistyczna przetwórstwa mleka, zakładane w celu skupu i przerobu mleka, działająca w na rzecz i w porozumieniu z rolnikami dostarczającymi surowiec do przerobu.

## Zakłady mleczarskie w świetle ustawy z 1936 r.
Na podstawie ustawy z 1936 r. o mleczarstwie zakłady mleczarskie dotyczyły następujących jednostek:
- zlewni mleka,
- mleczarni,
- śmietanczarni,
- maślarni,
- serowni,
- bryndzarni.

### Warunki stawiane mleczarniom
Zakłady mleczarskie powinny mieć:
- odpowiednie pomieszczenia i urządzenia zakładów,
- zawodowe przygotowanie techniczne kierowników zakładów,
- prowadzenia przez zakłady wykazów surowców oraz przerobu,
- stosowania ustalonych technicznych metod wytwarzania poszczególnych rodzajów przetworów mleczarskich,
- używania surowca odpowiadającego pod względem jakości określonym wymaganiom,
- obliczania cen za dostarczone mleko w stosunku do jego jakości i zawartości tłuszczu.

### Nadzór na zakładami mleczarskimi
Nadzór nad zakładami sprawowały izby rolnicze, które miały prawo:
- wykonywania czynności nadzorczych we wszelkich pomieszczeniach zakładu,
- przeglądania ksiąg handlowych, gospodarczych i innych dokumentów i zapisków oraz czynienia z nich odpisów,
- badania mleka i przetworów mleczarskich.

## Zakłady mleczarskie w świetle dekretu z 1947 r.
Na podstawie dekretu z 1947 r. o mleczarstwie zakładem mleczarskim był zakład odbierający lub przerabiający mleko i jego przetwory na produkty spożywczo-nabiałowe.
Zakładami mleczarskimi były:
- mleczarnie,
- maślarnie,
- serowarnie,
- kazeiniarnie,
- śmietańczarnie,
- zlewnie.

### Warunki stawiane mleczarniom
Minister Przemysłu i Handlu w porozumieniu z Ministrem Rolnictwa i Reform Rolnych i Ministrem Aprowizacji ustalał:
- teren działalności zakładów mleczarskich,
- zasady obliczania cen za dostarczone mleko w stosunku do jego jakości i zawartości tłuszczu,
- sprawozdawczość, a w szczególności wykazy surowców oraz przerobu,
- pomieszczenia i urządzenia zakładów,
- stosowane przez zakłady metody techniczne wytwarzania poszczególnych rodzajów przetworów mleczarskich,
- surowce przeznaczone do przetwórstwa.

### Nadzór na zakładami
Nadzór nad zakładami mleczarskimi sprawował Minister Przemysłu i Handlu za pośrednictwem inspektorów mleczarskich.
Do obowiązków inspektora należała:
- kontrola pomieszczeń zakładów,
- przegląd ksiąg handlowych, gospodarczych i innych dokumentów i zapisków oraz dokonywanie z nich odpisów,
- badanie mleka i przetworów mleczarskich.

### Prawa organów nadzorczych
Organy wykonujące czynności nadzorcze miały prawo:
- wykonywania czynności nadzorczych we wszelkich pomieszczeniach przedsiębiorstw wywozowych, w miejscach załadowania przetworów oraz w punktach granicznych,
- przegląd ksiąg handlowych, gospodarczych i innych dokumentów i zapisków oraz dokonywanie z nich odpisów,
- pobierania bezpłatnych próbek niezbędnych do przeprowadzenia kontroli w rozmiarach, które zostaną ustalone dla poszczególnych rodzajów przetworów mleczarskich przez Ministra Przemysłu i Handlu.